# Coppa Montevideo
La Coppa Montevideo è stata competizione internazionale di calcio, che si è tenuta a Montevideo, in Uruguay, durante l'estate (gennaio e febbraio), dal 1953 al 1971. Le prime due edizioni (1953 e 1954) furono organizzate direttamente dalle 2 grandi squadre del paese, il Nacional Montevideo e il Peñarol, che hanno sempre partecipato a questo evento sportivo. Dopo 15 anni di pausa, la Coppa Montevideo riprese nel gennaio 1969, sotto l'organizzazione dell'imprenditore argentino Samuel Ratinoff, responsabile di eventi simili a Santiago del Cile e Mar del Plata.
Tutte le edizioni non sono considerate competizioni ufficiali, ma, in particolare, le prime due edizioni (1953 e 1954) furono disputate con un carattere non amichevole e furono ritenute da alcuni come precursori dell'attuale campionato mondiale per club e insieme al Torneo Internazionale dei Club Campioni uno dei tornei più importanti del decennio. La competizione ha riunito le squadre più importanti del momento del Sud America e alcuni club europei (anche se non tra i più famosi). Anche se avrebbe dovuto essere un evento sportivo amichevole, l'indisciplina fu un punto caratteristico della Coppa Montevideo in quasi tutte le sue edizioni. In quella del 1953, il Botafogo ricevette aspre critiche per il suo gioco "sporco e sleale", in più non si presentò all'ultima partita contro il Peñarol.

## Organizzazione
Le prime due edizioni (1953 e 1954) furono organizzate direttamente dalle 2 grandi squadre del paese, la Nazionale e la Peñarol, che hanno sempre partecipato a questo evento sportivo. Dopo 15 anni di pausa, la Coppa Montevideo riprese nel gennaio 1969, sotto l'organizzazione dell'imprenditore argentino Samuel Ratinoff, responsabile di eventi simili a Santiago del Cile e Mar del Plata.

## Formula
Il sistema di competizione nelle edizioni del 1953 e del 1954 contava 8 partecipanti, mentre nelle rimanenti edizioni erano presenti 6 squadre.

## Albo d'oro
- 1953: Nacional
- 1954: Peñarol
- 1969: Nacional
- 1970: Nacional
- 1971: Peñarol
- 1976: Defensor
- 1978: Nacional
- 1979: Defensor
- 1980: Peñarol
- 1981: Nacional
- 1982: Defensor
- 1984: Nacional
- 1987: Defensor
- 1991: Defensor
- 1994: Defensor
- 1995: Defensor
- 1997: Defensor